# Condalia mirandana
Condalia mirandana är en brakvedsväxtart som beskrevs av Marshall Conring Johnston. Condalia mirandana ingår i släktet Condalia och familjen brakvedsväxter. Inga underarter finns listade i Catalogue of Life.